# تفاوت در اختلافات
تفاوت در اختلافات یک روش آماری است و در اقتصادسنجی و پژوهش کمی در علوم اجتماعی مورد استفاده قرار می‌گیرد. این روش تلاش می‌کند تا طرح و نتیجه یک آزمایش را با استفاده از مطالعه مشاهده‌ای نشان دهد. این کار از طریق مطالعه تأثیر افتراقی یک روش درمانی بر روی گروه درمان در مقابل گروه کنترل در یک آزمایش طبیعی صورت می‌گیرد.
این روش با مقایسه میانگین تغییر متغیر نتیجه در طول زمان برای گروه درمانی، در مقایسه با میانگین تغییر در طول زمان برای گروه کنترل اثر یک درمان بر نتیجه را محاسبه می‌کند. در این روش بسته به نوع انتخاب گروه درمانی، ممکن است سوگیری در نتیجه وجود داشته باشد.
روش تفاوت در اختلافات از داده‌های پانلی برای اندازه‌گیری تفاوت‌ها در بین گروه درمان و کنترل، استفاده می‌کند.

## تعریف کلی
در این روش به داده‌های اندازه‌گیری شده از دو گروه درمان و کنترل در دو یا چند دوره زمانی متفاوت نیاز است که حداقل یکی از این دوره‌های زمانی باید قبل از شروع درمان و دیگری بعد از شروع درمان باشد.
در شکل زیر خروجی گروه درمان با خط P و خروجی گروه کنترل با خط S نمایش داده شده‌است. زمان T1 قبل از این است که گروه درمان، درمانی دریافت کند و زمان T2 زمانی است که گروه درمان قبل از آن، درمان را دریافت کرده‌است و در این زمان‌ها مقادیر متغیر وابسته برای هر یک از دو گروه اندازه‌گیری شده‌است. همهٔ فاصلهٔ بین مقادیر S2 و P2 را که در زمان T2 برای هر یک از دو گروه اندازه‌گیری شده‌است را نمی‌توان تأثیر روش درمان دانست؛ زیرا در ابتدا دو گروه در نقطهٔ یکسانی قرار نداشته‌اند.
روش تفاوت در اختلافات ابتدا تفاوت به هنجار را برای متغیر خروجی در بین دو گروه اندازه‌گیری می‌کند که این تفاوت به هنجار برابر است با فاصله ای که بین گروه درمان و کنترل در صورت عدم دریافت روش درمانی توسط گروه درمان، وجود می‌داشته‌است. این فاصله با خط Q در شکل نمایش داده شده‌است. حال می‌توان تأثیر روش درمان را برابر فاصلهٔ بین خروجی به هنجار و خروجی مشاهده شده دانست. (فاصلهٔ Q تا P2)

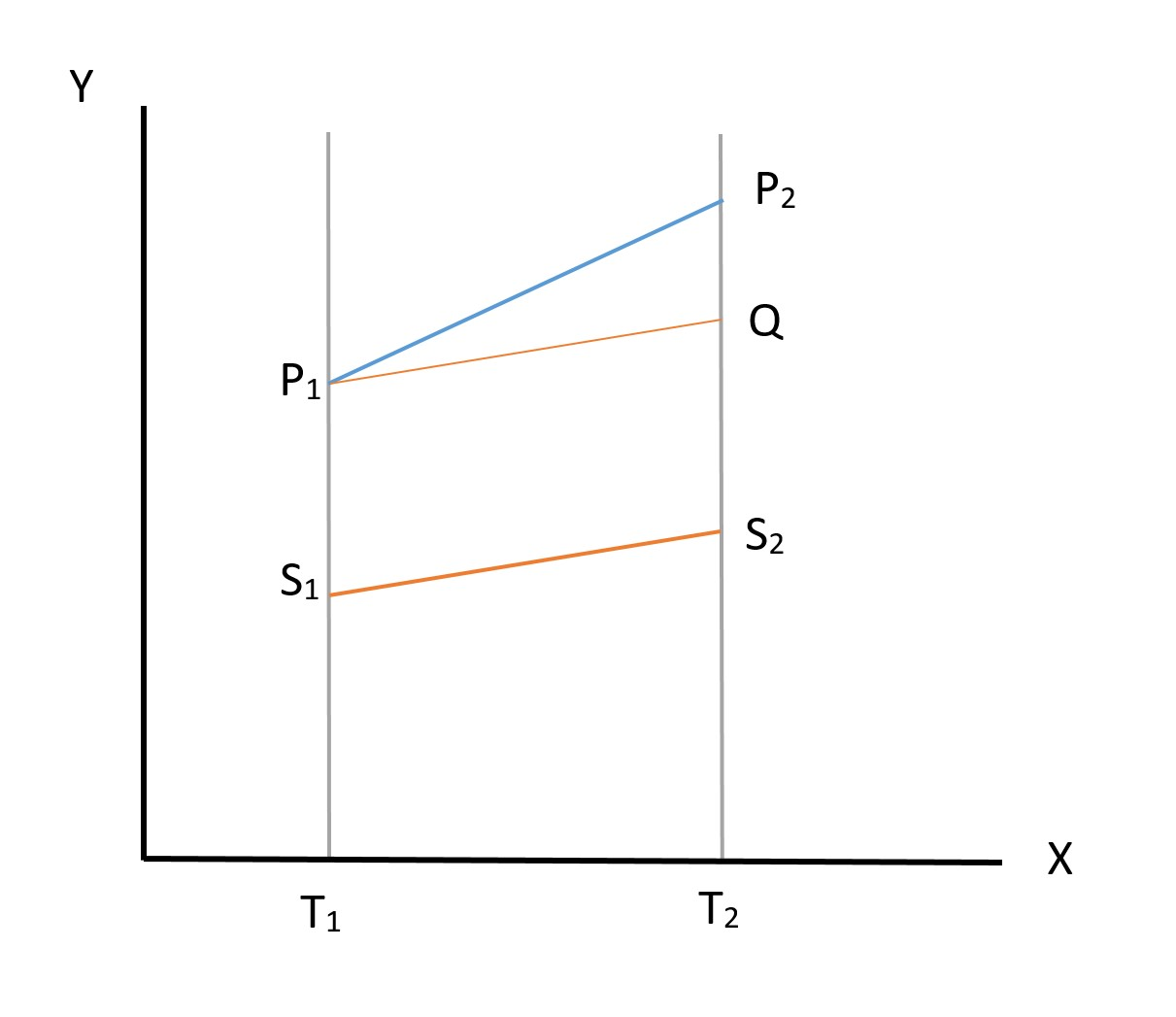

## تعریف تفصیلی
رابطهٔ زیر را در نظر بگیرید:
{\displaystyle y_{it}~=~\gamma _{s(i)}+\lambda _{t}+\delta I+\varepsilon _{it}}
که در آن:
- {\displaystyle y_{it}} وضعیت متغیر وابسته مربوط به فرد {\displaystyle i} در زمان {\displaystyle s(i)} است،
- {\displaystyle s(i)} نشان دهنده گروهی است که فرد {\displaystyle i} متعلق به آن گروه است،
- {\displaystyle I(\dots )} شاخصی ساختگی است که زمانی که عبارت منطقی داخل آن برقرار باشد مقدار آن ۱ و در غیر اینصورت مقدار آن صفر است،
- {\displaystyle \gamma _{s}} برابر عرض از مبدأ در نمودار {\displaystyle Y} بر زمان برای گروه {\displaystyle s(i)} می‌باشد،
- {\displaystyle \lambda _{t}} برابر زمانی است که هر دو گروه مطابق با فرض روند موازی -که در ادامه توضیح داده می‌شود- به اشتراک گذاشته‌اند،
- {\displaystyle \delta } تأثیر درمان است و
- {\displaystyle \varepsilon _{it}} بیانگر خطاست.

حال می‌خواهیم مقدار تأثیر درمان را به صورت متوسط محاسبه کنیم. برای این منظور میانگین متغیر وابسته و شاخص ساختگی را با توجه به گروه و زمان، در نظر می‌گیریم:
{\displaystyle {\begin{aligned}n_{s}&={\text{ number of individuals in group }}s\\{\overline {y}}_{st}&={\frac {1}{n_{s}}}\sum _{i=1}^{n}y_{it}\ I(s(i)~=~s)\\{\overline {\gamma }}_{s}&={\frac {1}{n_{s}}}\sum _{i=1}^{n}\gamma _{s}(i)\ I(s(i)~=~s)~=~\gamma _{s}\\{\overline {\lambda }}_{st}&={\frac {1}{n_{s}}}\sum _{i=1}^{n}\lambda _{t}\ I(s(i)~=~s)~=~\lambda _{t}\\D_{st}&={\frac {1}{n_{s}}}\sum _{i=1}^{n}I(s(i)~=~{\text{ treatment, }}t{\text{ in after period}})\ I(s(i)~=~s)~=~I(s~=~{\text{ treatment, }}t{\text{ in after period}})\\{\overline {\varepsilon }}_{st}&={\frac {1}{n_{s}}}\sum _{i=1}^{n}\varepsilon _{it}\ I(s(i)~=~s)\end{aligned}}}
برای سادگی فرض می‌کنیم که {\displaystyle s} و {\displaystyle t} تنها مقادیر ۱ و ۲ را می‌پذیرند. در اینصورت خواهیم داشت:
{\displaystyle {\begin{aligned}&({\overline {y}}_{11}-{\overline {y}}_{12})-({\overline {y}}_{21}-{\overline {y}}_{22})\\[6pt]={}&{\big [}(\gamma _{1}+\lambda _{1}+\delta D_{11}+{\overline {\varepsilon }}_{11})-(\gamma _{1}+\lambda _{2}+\delta D_{12}+{\overline {\varepsilon }}_{12}){\big ]}\\&\qquad {}-{\big [}(\gamma _{2}+\lambda _{1}+\delta D_{21}+{\overline {\varepsilon }}_{21})-(\gamma _{2}+\lambda _{2}+\delta D_{22}+{\overline {\varepsilon }}_{22}){\big ]}\\[6pt]={}&\delta (D_{11}-D_{12})+\delta (D_{22}-D_{21})+{\overline {\varepsilon }}_{11}-{\overline {\varepsilon }}_{12}+{\overline {\varepsilon }}_{22}-{\overline {\varepsilon }}_{21}\end{aligned}}}
با فرض اینکه امید ریاضی شرطی خطا برابر صفر باشد، خواهیم داشت:
{\displaystyle \operatorname {E} \left[({\overline {y}}_{11}-{\overline {y}}_{12})-({\overline {y}}_{21}-{\overline {y}}_{22})\right]~=~\delta (D_{11}-D_{12})+\delta (D_{22}-D_{21})}
اگر گروه ۲ گروه درمان و زمان پس از اعمال روش درمان نیز {\displaystyle t=2} باشد، {\displaystyle D_{22}=1} و {\displaystyle D_{11}=D_{12}=D_{21}=0} می‌شود. تأثیر درمان با این فرض برابر خواهد بود با:
{\displaystyle {\hat {\delta }}~=~({\overline {y}}_{11}-{\overline {y}}_{12})-({\overline {y}}_{21}-{\overline {y}}_{22})}

## فرضیات
تمام فروضی که در روش حداقل مربعات معمولی برقرار است در این روش نیز برقرار خواهد بود. از جمله اینکه امید ریاضی شرطی خطا در آن برابر صفر است.
فرض دیگری که در این روش مفروض است، فرضی با عنوان روند موازی است. این فرض بیان می‌کند که شیب خط برای هر دو گروه درمان و کنترل با یکدیگر برابر است
({\displaystyle \lambda _{22}-\lambda _{21}=\lambda _{12}-\lambda _{11}}).
این فرض کمی دور از واقعیت است و برای آن که احتمال برقرار بودن این شرط را بالا ببرند، در کنار این روش از روش آماری دیگری با عنوان تطبیق استفاده می‌کنند.